# Tolerância imunológica
Tolerância imunológica ou Tolerância imune ou imunotolerância é o processo pelo qual o sistema imunológico não ataca o antígeno; um estado de falta de resposta do sistema imunológico a substâncias ou tecidos que têm a capacidade de provocar uma resposta imune em determinado organismo. Isso contrasta com a eliminação imunológica convencional de antígenos externos (veja Resposta imune). A tolerância é classificada em tolerância central ou tolerância periférica dependendo de onde o estado é induzido originalmente - no timo e medula óssea (central) ou em outros tecidos e nódulo linfáticos (periférico). Os mecanismos pelos quais essas formas de tolerância são estabelecidas são distintos, mas o efeito resultante é semelhante.
A tolerância imune é importante para a fisiologia normal. A tolerância central é a principal forma como o sistema imunológico aprende a discriminar o eu por parte do não-eu. A tolerância periférica é fundamental para prevenir a reatividade excessiva do sistema imunológico a várias entidades ambientais (alérgenos, flora intestinal, etc.). Os déficits na tolerância central ou periférica também causam doença auto-imune, resultando em síndromes como lúpus eritematoso sistêmico, artrite reumatóide,  diabetes tipo 1, poliendocrinopatia autoimune tipo 1 (APS-1), e síndrome de IPEX, e potencialmente contribui para asma, alergia, e doença inflamatória intestinal. e tolerância imunitária na gravidez, o que permite uma gestante geneticamente distinta do embrião/feto ter uma resposta auto-imune silenciada o suficiente para evitar um aborto involuntário.
A tolerância, no entanto, também tem suas compensações negativas. Ele permite que alguns micróbios patogênicos infectem com sucesso um hospedeiro e evitem a eliminação. Além disso, induzir a tolerância periférica no microambiente local é uma estratégia de sobrevivência comum para uma série de tumores que impedem sua eliminação pelo sistema imune do hospedeiro.